# Brachyglossina tibbuana
Brachyglossina tibbuana är en fjärilsart som beskrevs av Claude Herbulot 1965. Brachyglossina tibbuana ingår i släktet Brachyglossina och familjen mätare. Inga underarter finns listade i Catalogue of Life.